# Ngadda
Der Ngadda ist ein Tschadsee Zufluss im Nordosten Nigerias.

## Verlauf
Er ist ein am Oberlauf permanent und am Unterlauf ein saisonal fließender Fluss. Seine Quellen liegen an der Nordwestflanke des Mandara-Gebirges und er fließt in nordöstlicher Richtung dem Tschadsee entgegen, den er jedoch seit den 1980er Jahren nicht mehr erreicht. Die Größe seines Wassereinzugsgebiets beträgt ca. 14.400 km², im Osten des Bundesstaates Borno.
An seinem Oberlauf durchfließt er die ca. 130 km² großen Sambisa-Sümpfe, ca. 50 km südöstlich von Maiduguri. In diesem Sumpfgebiet ist sein Flusslauf nicht definiert. Hier erhält er mit jährlich ca. 127 Mio. m³ den ebenfalls die Sümpfe querenden Fluss Yedseram. Auf dieses Wasseraustauschphänomen geht sein Name zurück, der aus der Sprache des Volkes der Kanuri stammt. Nach Verlassen der Sambissa-Sümpfe wird der Ngadda am Alau-Stausee aufgestaut, dieser wurde 1987 errichtet und erreichte erstmals 1992 sein maximales Stauvolumen von 345 Millionen m³. Nach verlassen des Stausees fließt er durch die nigerianische Großstadt Maiduguri und bewässert die Jere-Bowl Feuchtgebiete in der Flutsaison, wo etwa die Hälfte seines Wassers verdunstet. Er fließt entlang des Bama Beach Ridges, bevor er östlich von Monguno am ehemaligen Seeufers des Normalen Tschadsees ein Flussdelta ausbildet und die Tschadsee-Feuchtgebiete bewässert bzw. versickert.

## Hydrometrie
Die Durchflussmenge des Ngadda wurde am Pegel Maiduguri in m³/s gemessen.

## Umweltverschmutzung
Der Fluss leidet unter dem Müll der Stadt Maiduguri. Analysen von Bodenproben ergaben stark erhöhte Schwermetallkonzentrationen.

## Wassertransfer
Es wurden Überlegungen angestellt, Wasser aus dem Hawal  in den Ngadda zu leiten. Dieses sogenannte „Hawal Transfer Scheme“ sollen mit jährlich 300 Millionen m³ über einen 80 km langen Kanal den Wassermangel im Einzugsgebiet des Tschadsees helfen auszugleichen.